# NGC 5536
NGC 5536 is een balkspiraalstelsel in het sterrenbeeld Ossenhoeder. Het hemelobject werd op 29 april 1788 ontdekt door de Duits-Britse astronoom William Herschel.

## Synoniemen
- UGC 9136
- MCG 7-29-57
- ZWG 219.64
- IRAS 14143+3944
- PGC 50986